# Noam Millsová
Noam Millsová (* 27. května 1986 Hod ha-Šaron, Izrael) je bývalá izraelská sportovní šermířka, která se specializovala na šerm kordem. Izrael reprezentovala v prvním a druhém desetiletí jednadvacátého století. Na olympijských hrách startovala v roce 2008 v soutěži jednotlivkyň. V roce 2010 obsadila třetí místo na mistrovství Evropy v soutěži jednotlivkyň.